# Adi Agashé
Aditya Agashe (nacido el 10 de junio de 1997), conocido profesionalmente como Adi Agashé, es un cantante y compositor indio y actor de Pune, Maharashtra. Se ha desempeñado como gerente de marketing en redes sociales en Brihans Natural Products Ltd. desde 2015. Es el gran maestro del industrial Chandrashekhar Agashe.